# Wael Dahdouh
Wael Hamdan Ibrahim Al-Dahdouh (àrab: وائل حمدان إبراهيم الدحدوح, Wāʾil Ḥamdān Ibrāhīm ad-Daḥdūḥ) (Gaza, 30 d'abril de 1970), també conegut com Abu Hamza (àrab: أبو حمزة, Abū Ḥamza), és un periodista palestí i cap de l'oficina d'⁣Al Jazeera a la ciutat de Gaza.
Va començar a treballar el 1998, i durant la seva trajectòria professional també ha treballat per al diari Al-Quds, com a corresponsal de la Veu de Palestina, a la Segona intifada, com a corresponsal d'⁣Al Arabiya, i a al Jazeera des del 2004.
La seva dona i dos dels seus fills van morir en un atac israelià al camp de Nuseirat durant la guerra entre Israel i Hamàs de 2023. Un altre fill, el periodista Hamza Al-Dahdouh, va ser mort per un atac aeri israelià a Khan Yunis durant el mateix conflicte.

## Joventut
Wael Hamdan al-Dahdouh va néixer el 30 d'abril de 1970 al barri d'al-Zaytoun, el barri més antic de la ciutat de Gaza. Va créixer en una família benestant de Gaza, els orígens de la qual són d'Aràbia. Va rebre educació primària i secundària a diverses escoles de la ciutat de Gaza. Va passar set anys a les presons de l'ocupació israeliana immediatament després d'obtenir el seu diploma de batxillerat el 1988. Va tornar a obtenir un diploma de batxillerat en una presó israeliana. Es va llicenciar en periodisme i mitjans de comunicació per la Universitat Islàmica de Gaza el 1998, després que l'ocupació li impedís viatjar per estudiar a l'estranger va rebre un màster en estudis regionals a la Universitat Al-Quds, Abu Dis, el 2007.

## Trajectòria
Al-Dahdouh va començar a treballar per a la premsa el 1998. Va treballar per al diari palestí Al-Quds com a corresponsal a Gaza i va escriure per a altres revistes palestines, després va treballar com a corresponsal de la ràdio Voice of Palestine, així com per al canal de satèl·lit Sahar a l'inici de la Segona Intifada l'any 2000. També va treballar com a corresponsal d'⁣Al Arabiya el 2003, després es va traslladar a treballar com a reporter i funcionari a l'oficina d'Al-Jazeera a la Franja de Gaza des del 2004.

## Reconeixements
- Peace Through Media Award (2013) dels International Media Awards de Londres[7]
- Premi Hamàs per part de Khalil al-Hayya, cap adjunt de Hamàs a Gaza.(2021)[8]

## Vida personal
Wael Dahdouh estava casat i tenia fills. La seva dona, la seva filla Sham (de 7 anys), el seu fill Mahmoud (estudiant de secundària) i un net van ser assassinats per un bombardeig israelià durant la guerra entre Israel i Hamàs de 2023. Residien al campament de Nuseirat, a la Franja de Gaza, quan van morir en un atac aeri juntament amb 21 persones més.